# 广州市梅花中学
廣州市梅花中學，舊稱廣州市鐵路第四中學，是中國廣東廣州一所已停辦的初級中學，學校舊址位於越秀區共和二路32號。學校於1981年6月17號創辦，2011年4月27號被廣州市越秀區當局撤銷辦學。

## 歷史
- 1981年6月17號：廣州市鐵路集團正式創辦學校，稱廣州鐵路第四中學，期間屬於完全制中學。
- 1984年：因鐵路集團出現內部管理調整，學校改名為廣鐵教師進修學校附屬中學。
- 1990年1月：教育系統重新歸屬鐵路集團管理，學校亦重新改回廣州鐵路第四中學。
- 1993年1月：學校另加掛廣州鐵路職業高級中學並開辦職業中學，「鐵四」稱號保持不變。
- 2004年：因鐵路集團方將學校交予東山區人民政府（2005年撤銷），學校改名為廣州市梅花中學重降級成初級中學，並將職業中學取消。
- 2011年4月27號：由於越秀區教育局宣佈調整和整合教育資源，校園與廣州鐵一小學合併，並被永久撤銷辦學[3]。

## 現狀
2011年越秀區教育局宣佈撤銷梅花中學後，原先梅花中學在讀的學生均分流至廣州市育才中學和廣州市鐵一中學繼續上課，直到2013年夏天全部畢業。